# Николаевка (Перелюбский район)
Николаевка — деревня в Перелюбском районе Саратовской области России. Входит в состав Кучумбетовского муниципального образования.

## География
Деревня находится в южной части района, в пределах Сыртовой равнины, на правом берегу реки Камелик, вблизи места впадения в неё реки Таловая, на расстоянии примерно 17 километров (по прямой) к югу от села Перелюб. На противоположном берегу Камелика расположено село Кучумбетово.

## Население
| 2002 | 2010 |
| ---- | ---- |
| 240  | ↘178 |

Гендерный состав
По данным Всероссийской переписи населения 2010 года в гендерной структуре населения мужчины составляли 52,8 %, женщины — соответственно 47,2 %.
Национальный состав
Согласно результатам переписи 2002 года, в национальной структуре населения русские составляли 81 %.

## Инфраструктура
В деревне функционирует фельдшерско-акушерский пункт.